# Contea di Xintian
La contea di Xintian (新田县S, Xīntián XiànP) è una contea della Cina, situata nella provincia di Hunan e amministrata dalla prefettura di Yongzhou.